# Advanced Armament Corporation
Advanced Armament Corporation — американская компания занимающаяся производством огнестрельного оружия, боеприпасов и аксессуаров к нему (в частности - известна своими глушителями) Штаб-квартира компании расположена в городе Лоуренсвилль, штат Джорджия.

## История
Компания основана в 1994 году Кевином Бриттингемом для производства оружейных глушителей. В 2009 году была приобретена холдингом Remington Arms, став таким образом частью компании Freedom Group.

## Продукция
Основной ассортимента компании Advanced Armament Corporation на оружейном рынке являются многочисленные варианты глушителей и пламегасителей произведенные с широким использованием титана. Кроме этого в наличие имеются оригинальные разработки боеприпасов и оружия под них (например - патрон .300 AAC Blackout и штурмовая винтовка AAC Honey Badger PDW).